# Sarcău, Bihor
Sarcău este un sat în comuna Sârbi din județul Bihor, Crișana, România. La recensământul din 2011 avea o populație de 65 locuitori.